# Validentia flavocingulata
Validentia flavocingulata är en stekelart som först beskrevs av Heinrich 1934.  Validentia flavocingulata ingår i släktet Validentia och familjen brokparasitsteklar. Inga underarter finns listade i Catalogue of Life.